# Цуй Шу (Цін)
Цуй Шу 崔述 (1740—1816) — китайський інтелектуал-канонознавець династії Цін, представник напрямку каочжен (Kaozheng).
Отримав неоконфуціанську освіту під наглядом батька, Цуй Юаньліня 崔元森. У 1763 році надбав звання цзюйжень (перший на провінційному рівні, див. Кецзюй). Головна праця — «Каосінь лу» zh:考信錄.
Наполягав на розмеженні «навчання для кар'єри» та «навчання для себе» («Лунь юй», 14:24: 古之學者為己，今之學者為人) та підкреслював цінність останнього. На відміну від неоконфуціанців, віддавав перевагу не вивчанню «принципів» лі 理, а дослідженню фактів (ши 事) та їх історичної репрезентації.
У перегляді біографії Конфуція, наявної у Сима Цяня, Цуй Шу визначив, що її верогідність складає 20-30 відсотків. У той самий час, його аргументація була не лише текстологічною: як конфуціанець, Цуй спирався на уявлення про досконалі якості вчителя, які нібито дозволяють засудження тих класичних стверджень, що цьому суперечать, як пізніших фабрикацій.
Цуй Шу критично ставився до представників «вчення Хань» (Чжен Сюань) та поважно — до коментарів Чжу Сі.